# Stammevej
En stammevej  er en vejtype hvor træstammer lægges vinkelret på kørselsretningen og dækkes af sand.
Metoden anvendes på lavtliggende eller sumpede steder. Resultatet er en klar forbedring i forhold til en mudret eller bundløs jordvej, men selv under de bedste omstændigheder er der tale om en bumletur og vejen er særdeles farlig for heste, da der kan være stammer, som flytter sig. 
Hvor man i en stammevej benytter hele stammer eller kløvede stammer med den rundede side opad, har man i en plankevej den jævnere inderside opad. En plankevej er således behageligere at færdes på, men anlægsarbejdet er mere omfattende.
Denne type veje har været brugt i årtusinder, og romerne brugte det ofte. 
Stammeveje kan bygges som fundament for en anden vejbelægning. Hvis træstammerne ligger i et våde syreholdigt og iltfattigt miljø (f.eks. en mose) forrådner de meget langsomt og kan holde i mange år. 
Stammeveje ("corduroy roads") blev brugt i stort omfang under den amerikanske borgerkrig – f.eks. i sumpområderne ved Mississippifloden under Vicksburg-kampagnen og under Shermans Carolina-kampagne gennem South og North Carolina i krigens slutning. 
Under 2. verdenskrig blev stammeveje brugt hyppigt af den tyske hær, da den invaderede Sovjetunionen, hvor mange veje blev til det rene morads under Rasputitsaen.
I 2017 fandt man Skandinaviens hidtil ældst kendte vej, opbygget af planker  ved Kastbjerg Å syd for Mariager Fjord. Kulstof 14-analyser  daterer den  tilbage til bondestenalderen 2900 f.Kr.